# Objaw Dalrymple’a
Objaw Dalrymple’a – patologiczny objaw występujący w  chorobie Gravesa-Basedowa. Polega on na nadmiernym rozszerzeniu szpary ocznej z powodu wzmożonego skurczu mięśnia Müllera i wzmożonego napięcia układu współczulnego uniesienia górnej powieki.
Do pewnego tylko stopnia naśladuje on wytrzeszcz, z reguły z nim nie współistniejąc. W objawie Dalrymple’a szpara powiekowa jest szeroka i oczy nieznacznie wysunięte ku przodowi (lub wcale), natomiast w wytrzeszczu dominuje obraz wysadzenia gałek ocznych ze szparą powiekową nieznacznie poszerzona lub normalną i często przekrwionymi spojówkami (a także wzmożonym łzawieniem).
W celu postawienia pewnego rozpoznania konieczne jest badanie keratometrem.